# أكاكي شخنكيلي
أكاكي شخنكيلي ((بالجورجية: აკაკი ჩხენკელი)) (1874-1959) سياسي ماركسي جورجي كان أحد  قادة حركة المناشفة في روسيا وجورجيا. شقيقه الأصغر هو اللغوي كيتا شخنكيلي.
ولد لعائلة نبيلة في بلدة خوني بجورجيا التي كانت جزءاً من الإمبراطورية الروسية. تخرج من جامعات كييف وبرلين ولندن وكان محامياً خبيراً أدبياً. التحق بالحركة الديمقراطية الاجتماعية عام 1898 ودعم فصيل المناشفة عام 1903، شارك في الثورة الروسية عام 1905 واعتقل لفترة وجيزة في أعقاب ذلك. انتُخب في مجلس الدوما الرابع حيث دعا إلى تقرير المصير لشعوب روسيا. بعد ثورة فبراير عام 1917، عمل في لجنة القوقاز الخاصة باعتباره مفوض الشؤون الداخلية وانتُخب في يونيو عام 1917 عضواً في اللجنة التنفيذية المركزية لعموم روسيا.
في14 فبراير عام 1918 أصبح نائب رئيس ووزير الخارجية في حكومة جمهورية القوقاز الاتحادية الديمقراطية وهي اتحاد أرميني-أذربيجاني-جورجي قصير الأجل، وعندما أعلنت جمهورية جورجيا الديمقراطية استقلالها في 26 مايو عام 1918، تولى شخنكيلي منصب وزير الخارجية وبقي في هذا المنصب حتى تم استبداله بإفجيني جيجيشكوري في نوفمبر 1918. انتُخب في الجمعية التأسيسية الجورجية عام 1919 ليعمل لمدة وجيزة مبعوثاً إلى فرنسا في يناير 1921. أجبر الغزو السوفييتي لجورجيا في بداية عام 1921 شخنكيلي على النفى إلى باريس حيث بقي مهاجراً معارضاً الاتحاد السوفياتي حتى وفاته عام 1959.

## وصلات خارجية
- (الفرنسية) Akaki Tchenkéli.
- (الفرنسية) Ière République de Géorgie.
- (الفرنسية) Ière République de Géorgie en exil.